# Savoie (Weinbaugebiet)

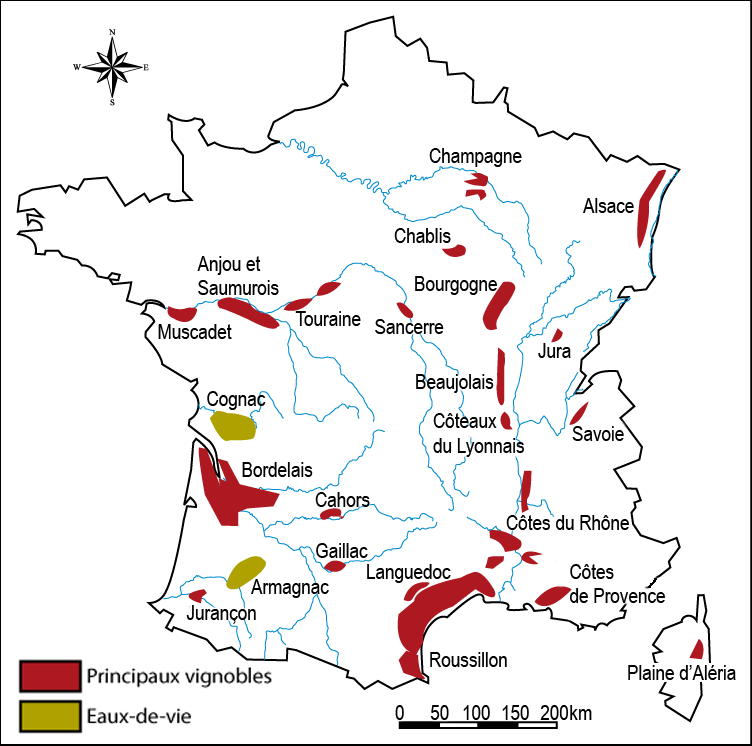
Übersicht der Weinbaugebiete Frankreichs; das Weinbaugebiet liegt östlich unterhalb des Genfersees ca. auf halber Höhe des Landes

Der Weinbau im Savoie konzentriert sich überwiegend auf die französischen Départements Savoie und Haute-Savoie. Kleinere Flächen greifen auf die Départements Ain und Isère über. Im Norden werden die Rebflächen durch den Genfersee (französisch: Lac Léman) begrenzt. Westlich bildet der Fluss Rhone die natürliche Grenze. Einzige Ausnahme dieser westlichen Grenze bildet ein kleines Weinbaugebiet mit dem Namen Bugey.

## Die Weinbaugebiete
Im Jahr 1973 kam es mit der Neudefinition der Herkunftsbezeichnungen Vin de Savoie und Roussette de Savoie zu einer starken Vereinfachung der Struktur. Besonders hervorzuhebende Regionen oder Gemeinden erhielten einen Sonderstatus als Cru und dürfen seither den Namen des Cru auf dem Etikett der Weinflasche erwähnen. Verbunden mit diesem Privileg sind jedoch strengere Vorschriften in Form geringerer Erträge sowie höherer Mostgewichte. Insgesamt 19 Crus, also kleine Subregionen wurden unter den beiden obengenannten regional organisierten Herkunftsbezeichnungen definiert. Daneben blieben die kleinen AOC-Bezeichnungen Crépy und Seyssel erhalten. Gleiches gilt auch für den im Département Ain hergestellten Wein Vin du Bugey.
Wichtige Anbauflächen konzentrieren sich um den Lac du Bourget und die Städte Aix-les-Bains und Chambéry. Den Abschluss im Süden bilden vereinzelte Rebflächen im Tal des Flusses Isère.
82 % der Weinproduktion entfallen auf das Département Savoie. Die restlichen 18 % verteilen sich auf die Départements Haute-Savoie (7 %), Ain (4 %) und Isère (7 %). Der Anteil von Weißwein an der Gesamtproduktion liegt nahe bei der 70-Prozent-Marke.
Auf fast 2120 Hektar Rebfläche werden jährlich ca. 135.000 Hektoliter Wein hergestellt. Der überwiegende Teil wird lokal verkauft. Hierbei spielt der Sommer- und vor allem der Wintertourismus eine wichtige Rolle, stellt aber aufgrund der ausgeprägten Saisonalität des Absatzes ein Problem für die Lagerhaltung und Logistik dar. Der Export dieser Weine ist nahezu inexistent.

### Bas Chablais

#### Das Südufer des Genfersees
Allgemein wird davon ausgegangen, dass es bereits zur römischen Zeit einen Weinanbau im Bas-Chablais am Südufer des Sees gab. Erste schriftliche Belege finden sich indes erst aus dem Jahr 1334 in den Archiven der Gemeinde Yvoire. Ab dem Jahr 1430 finden sich erste Belege, dass sich die Rebsorte Gutedel als gut geeignete Rebsorte durchsetzen konnte. Die Nähe zum See ist Fluch und Segen zugleich. Zum einen dienen die Wassermassen des Sees als Temperaturpuffer und mildern heftige Temperaturschwankungen. Zum andern können die Schäden bei Nordwind erheblich sein. Die Wahrscheinlichkeit von morgendlichem Nebel in Ufernähe ist hoch. Die Kälte der winterlichen Nordwinde trifft unmittelbar auf die unter einer dichten Nebeldecke liegenden Rebflächen und kann unter dieser Konstellation zu schweren Frostschäden führen. Aufgrund dessen haben sich auf Dauer nur die wirklich privilegierten Lagen durchsetzen können. Das Weinbaugebiet Marêches bei Evian ist beispielsweise ganz verschwunden.
- Einen eigenen Status als AOC genießt das Weinbaugebiet Crépy. Die zugelassenen Rebflächen liegen an den sanften Hängen des 735 m hohen Mont de Boisy und verteilen sich auf die Gemeinden Ballaison, Douvaine und Loisin. Das Gebiet liegt auf halbem Weg zwischen der Stadt Genf und Thonon-les-Bains. Die westlich und südwestlich ausgerichteten Weinberge liegen auf einer mittleren Höhe von ca. 400–530 m auf einem Molasse-Boden aus dem Erdzeitalter des Chattium innerhalb des Oligozän. Die Molasse wurde zur Würmeiszeit mit Moränen überzogen, die durch das Tal der Dranse dorthin transportiert wurden.

- Auf dem Gebiet der Stadt Thonon-les-Bains liegen Weinflächen, die den Sonderstatus als Cru Vin de Savoie Ripaille tragen dürfen. Das Schloss von Ripaille liegt auf der Halbinsel bei Thonon. Graf Amédée VI. ließ um 1371 hier eine Burg errichten, von der heute keine Spur mehr vorhanden ist. Um 1434 erbaute an der gleichen Stelle Herzog Amédée VIII. ein neues Schloss mit sieben Türmen, das heute noch in veränderter Form zu sehen ist. Er zog sich mit sechs Rittern in sein Schloss zurück, wo er den Moritzorden, einen Ritterorden gründete. Mit seiner Wahl zum letzten Gegenpapst im Jahr 1439 ging der Besitz an den Kartäuser-Orden. Die Anlage der Weinflächen um das Schloss gehen auf die Anfangszeit unter Leitung der Kartäuser zurück. Heute befinden sich rund um das Schloss ca. 22 Hektar Rebflächen, die den Sonderstatus Vin de Savoie Ripaille genießen. Die Flächen befinden sich dabei 10 bis 25 m über dem Niveau der Wasseroberfläche auf sandigem Untergrund, der von Kies durchsetzt ist. Dieser Untergrund wurde vom Fluss Dranse in Form eines Schwemmkegels abgelagert. Das Schloss von Ripaille liegt auf der orographisch linken Seite des Flusses.

- Auf der gegenüberliegenden Seite der Dranse liegen die Gemeinden Marin und Publier.

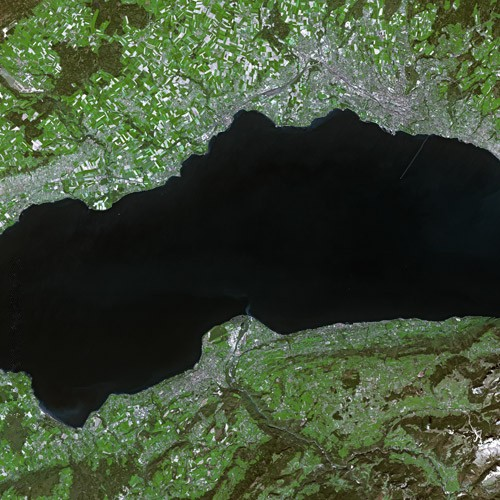
Am südlichen Ufer des Sees erkennt man die Umrisse des halbinselförmig ausgebildeten Schwemmkegels der Dranse, der Heimat der Weinberge von Ripaille und Marin ist

Die aus der Rebsorte Gutedel gekelterten Weine werden unter dem Namen Vin de Savoie Marin vermarktet. Während nahezu 100 Jahren nahm die Rebfläche kontinuierlich ab, scheint aber seit 1972 auf niedrigem Niveau stabilisiert zu sein. Mit 14,80 Hektar deklarierter Fläche sind kaum 50 Prozent der früheren Fläche übrig geblieben. Die trockenen Weine werden leicht perlend ausgebaut und werden mit ihren Aromen von Zitrone und Ananas gerne in ihrer Jugend getrunken. Einzelne Winzer bauen jedoch auch lagerfähige Weine aus. Als lokale Eigenart findet man noch gelegentlich eine Reberziehungsart, die hier Crosse genannt wird. Sechs bis zehn Meter lange Stämme aus Kastanienholz werden im Boden verankert und dienen den Reben, die rund um den Stamm gepflanzt werden, als Rankhilfe. Die unten reifenden Reben können ca. sechs bis neun Tage vor denen, die oben am Stamm reifen, geerntet werden. Außerdem reifen die südlich und östlich ausgerichteten Reben am Stamm früher. Vorteilhaft ist, dass die oben hängenden Reben starken Frühjahrsfrösten entgehen. Außerdem ist das Lesegut weniger von Pilzkrankheiten befallen. Nachteilig ist unzureichende Mengenregelung des Ertrags sowie der hohe Arbeitsaufwand, da in mehreren Lesegängen geerntet werden muss.
- Der Vin de Savoie Marignan wird auf dem Gebiet der Gemeinde Sciez produziert. Den Namen bezieht dieser Cru vom Château de la Tour de Marignan, das auch dem Ortsteil Marignan seinen Namen gab. Die Weinbautradition begann im frühen 10. Jahrhundert mit der Gründung des Klosters Filly. Das Château de la Tour Marignan wurde im Jahr 1258 dem Kloster angegliedert und beherbergt heute den ältesten Weinkeller Savoyens. Unter dem Namen des Crus werden ausschließlich Weine der Rebsorte Gutedel vermarktet. Sie sind ein wenig lieblicher als die Weine der Bezeichnung Crépy und werden leicht schäumend ausgebaut. Charakteristisch für die Weine des Cru Marignan ist der Geschmack nach Feuerstein.

#### Im Tal der Arve
- In unmittelbarer Nähe der Gemeinde Bonneville wächst an den Hängen des Berges Le Môle ein Wein namens Vin de Savoie Ayze.

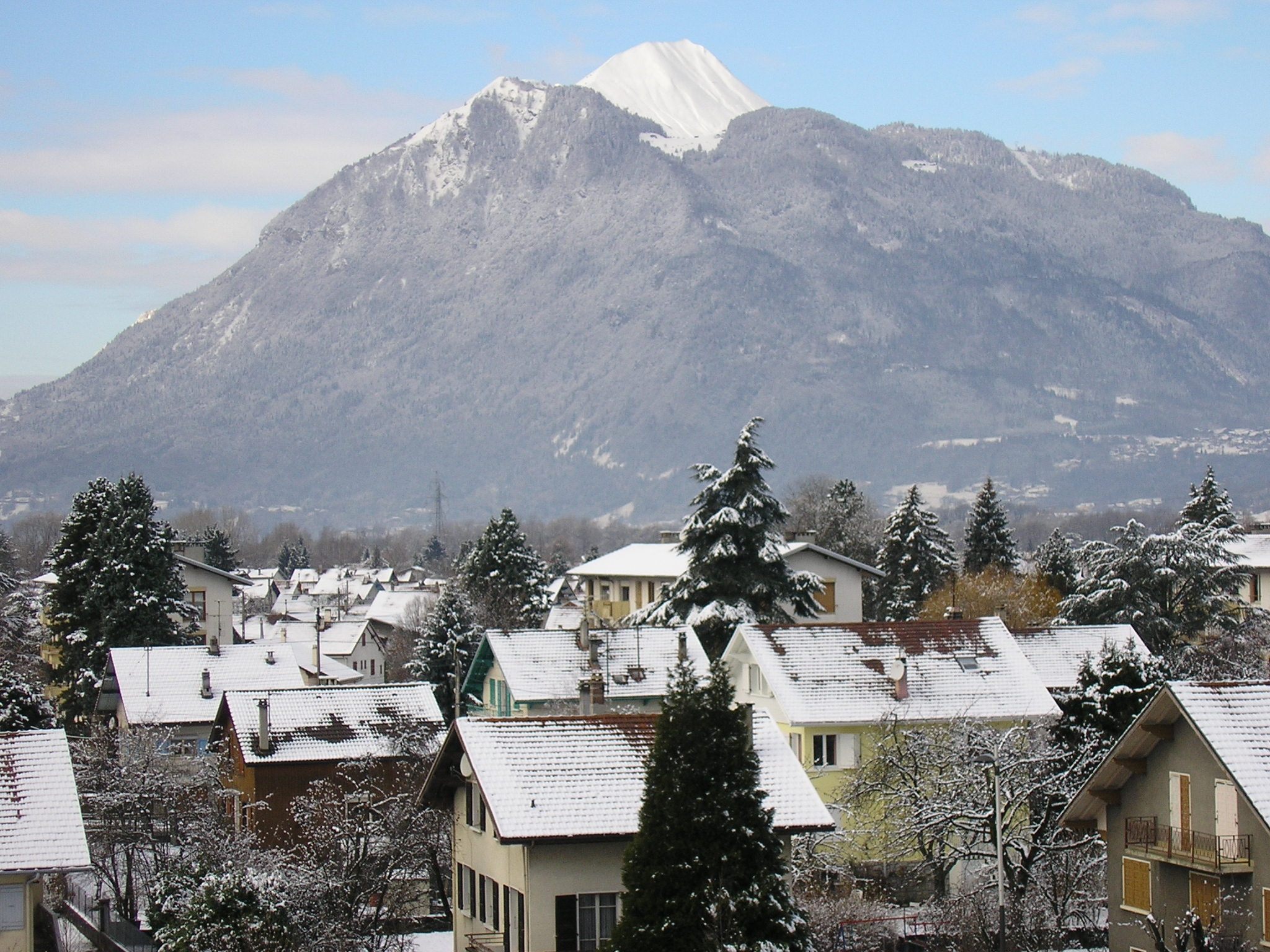
Der Berg Le Môle im Winter; an seinen südlich ausgerichteten Hängen wächst der Wein Vin de Savoie d’Ayze

Der Berg Le Môle ist noch Teil des Kalksteingebirges Chablais. Bereits im Jahr 1270 bezahlten die Winzer der Region den Zehnten, und Franz von Sales berichtet in seinen Werken von einer Pfarrgemeinde Mère l'Église sur les vignes. Im 18. und 19. Jahrhundert, also in der Zeit vor der Reblauskatastrophe, waren insgesamt 600 Hektar mit Reben bestockt und die Rebflächen erstreckten sich von Châtillon-sur-Cluses bis Bonne-sur-Menoge. Heute liefern nur noch 30 Hektar in den Gemeinden Ayse, Bonneville und Marignier die Grundlage eines Schaumweins oder seltener eines Stillweins. Neben der eigenwilligen Rebsorte Savagnin, die hier Gringet genannt wird, darf dem Grundwein noch maximal 30 % der autochthonen Sorte Roussette d’Ayze beigemengt werden. Beide Sorten sind ausreichend winterfest, um in einer Höhe von 600 m ü. NN zu überleben. Der Schaumwein wird meist in klassischer Flaschengärung hergestellt. Der Wein reift dabei mindestens acht Monate auf der Hefe, bevor degorgiert – also abgeschlämmt – wird. Insbesondere die Sorte Savagnin verleiht dem Schaumwein einen etwas rauen und rustikalen Charakter, der durch eine Lagerung verfeinert wird. Da diese Rebsorte durch ihre dicke Beerenhaut kaum zu Fäulnis neigt, kann man die Trauben lange am Stock belassen und in überreifem Zustand ernten. In diesem Fall entsteht unter dem Namen Vin de Savoie Ayze ein seltener Stillwein mit ausgeprägtem Honigaroma.

### Das linke Ufer der Rhône – das Alpenvorland Savoyens
Zwischen Genf und den beiden Schwestergemeinden Seyssel (Haute-Savoie) und Seyssel (Ain) reihen sich eine Fülle kleiner Rebflächen.
- Im Vallée des Usses – dem Tal des Flusses Usses – findet man in idealer Südausrichtung in Höhen bis zu 500 m einige Rebanlagen. Das Tal selbst gehört zu den wärmsten im Département Haute-Savoie. Es wird vom Usses, einem linken Seitenfluss der Rhône, in einem etwa 500 m breiten flachen Talboden von Osten nach Westen durchflossen. Der Fluss mündet unmittelbar nördlich von Seyssel in die Rhône; die Rebflächen liegen ca. 10 km nordöstlich der Mündung. Das Tal ist rund 150 bis 200 m in die umgebenden Plateaus eingetieft. Auf einem Untergrund von Molasse aus dem Miozän, das von Moränen der Würmeiszeit überlagert wurden, gedeiht die Rebsorte Altesse hervorragend. Während die Flächen von Bassy, Challonges, Chessenaz, Clarafond-Arcine, Franclens, Musièges, Usinens und Vanzy als einfacher Roussette de Savoie vermarktet werden, genießen die Anlagen von Chaumont, Desingy und Frangy den Sonderstatus Roussette de Savoie Frangy. Erwähnt wird das Anbaugebiet bereits in einer Urkunde der Abtei Cluny aus dem Jahr 1036. Bis in die Mitte des 18. Jahrhunderts waren die Weine in der Gegend Genfs sehr beliebt. Im zweiten Buch (1728–1731) seiner Autobiographie Les Confessions (zu deutsch Die Bekenntnisse) erwähnt der Schriftsteller und Philosoph Jean-Jacques Rousseau den Wein von Frangy lobend. Nach dem Wegfall des schweizerischen Marktes sowie der nachfolgenden Krisen durch Reblaus und Pilzkrankheiten wurde der Weinbau praktisch gänzlich aufgegeben. Erst durch die Sonderstellung innerhalb der Herkunftsbezeichnung Roussette de Savoie konnte der Weinbau wiederbelebt werden. Im Tal wachsen auch einige interessante Rotweine der Rebsorte Mondeuse, die unter der regionalen Appellation Vin de Savoie vermarktet werden.

- Nördlich des Lac du Bourget liegt zwischen dem See und der Rhône die Region der Chautagne.

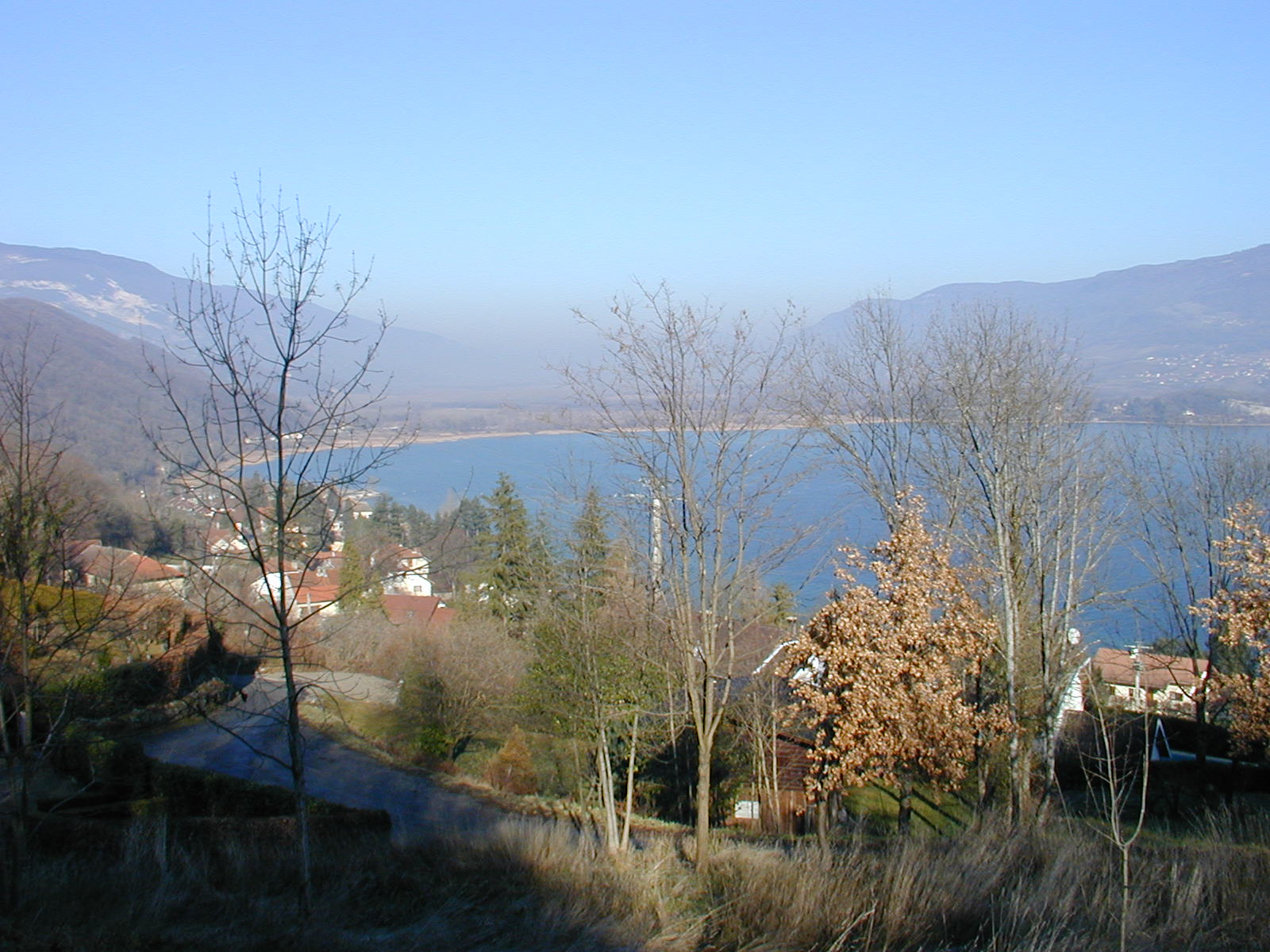
Das nördliche Ende des Sees lac du Bourget; im Bildhintergrund erkennt man den Beginn der Chautagne

Der See wird durch den Fluss Leysse entwässert, der durch die Chautagne bis zur Rhône fließt. In Hochwasserzeiten wird die Chautagne durch die Rhône überschwemmt und es kommt zu einem Rückfluss von der Rhône in den Lac du Bourget, der somit als Auffangbecken zur Regulierung der Rhône dient. Der Talgrund der Chautagne ist daher Sumpfgebiet, und der Weinbau nutzt die östlich gelegenen Hänge am Gros Foug, der Teil des Bauges-Massivs ist. Die Rebflächen liegen dabei auf einer Höhe von 250 bis 500 m ü NN rund um die Gemeinden Chindrieux, Ruffieux, Serrière und Motz. Die Chautagne ist für mildes, nahezu frostfreies Klima bekannt. In bevorzugten Lagen konnten Jahresmitteltemperaturen von nahezu 20 °C gemessen werden. Schriftlich ist der Weinbau der Region bereits im 10. Jahrhundert bekannt. Ab dem 14. Jahrhundert entstand ein schwunghafter Handel bis in die Region des nahegelegenen Genfs. Der Wein gehörte zu den bevorzugten am Hof der Herzöge von Savoyen sowie später am Hof der Könige von Sardinien. Der damalige Wein ist jedoch nicht vergleichbar mit dem heute bekannten Vin de Savoie Chautagne. Im 1973 anerkannten Cru spielt die Rebsorte Gamay eine wichtige Rolle. Diese Rebsorte fand jedoch spät den Weg nach Savoyen und spielt erst seit den späten 1960er Jahren eine wichtige Rolle. Heute stellt der Gamay in der Chautagne fast 45 Prozent der bestockten Fläche.

#### Montagne du Chat
Weiter südlich an den Hängen rund um den Lac du Bourget bis zum Val du Bourget nördlich von Chambéry gibt es keine Flächen mit Sonderstatus. Der ehemalige Cru Charpignat fiel der zunehmenden Urbanisation fast gänzlich zum Opfer. In dieser Region wird vereinzelt noch klassischer roter sowie weißer Vin de Savoie sowie Vin de Pays d’Allobrogie in der Nähe von Brison-Saint-Innocent angebaut. Anders stellt sich die Situation an den westlichen Hängen der Massive des Montagne du Chat, des Épine und des Charvaz zwischen See und Rhône dar. Obwohl die 1150 m hohe Bergkette als Barriere zwischen der Rhône mit den Weinbergen sowie dem See fungiert, ist der klimatische Einfluss des Sees noch mildernd spürbar. Die Flächen des Montagne du Chat sind im Wesentlichen die natürliche Verlängerung des Weinbaugebiets Vin du Bugey auf der anderen Seite der Rhône und werden daher auch Petit bugey genannt. Bekannt ist das Gebiet durch die drei Crus Marestel, Jongieux und Monthoux, die größtenteils dem Roussette de Savoie zugeordnet sind. Die Weinberge befinden sich je nach Anbaulage auf 250–560 m ü. NN.

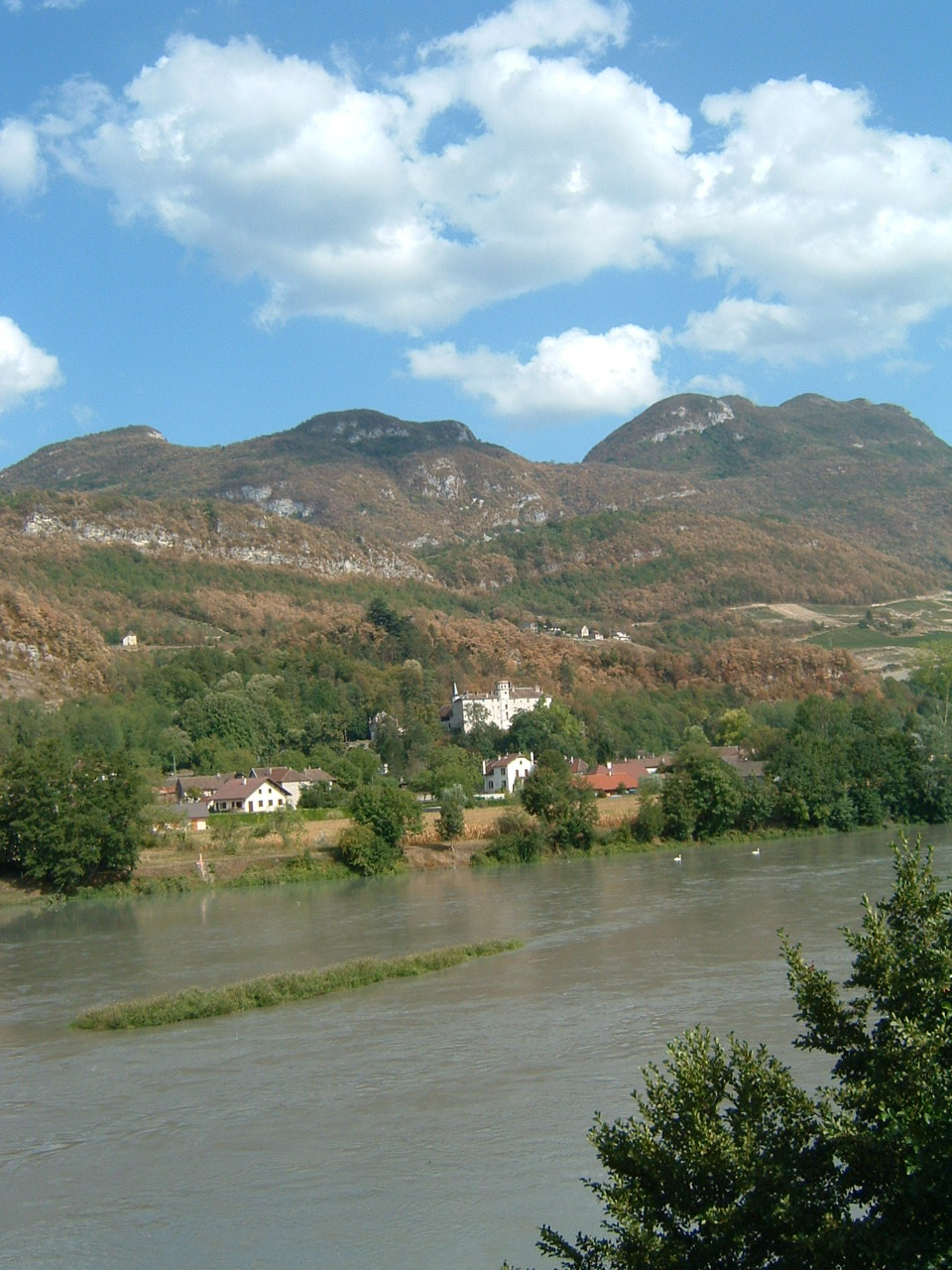
Der Montagne de Chat bei Lucey; im Bildvordergrund die Rhône

- Der Cru Vin de Savoie Jongieux ist über die Flächen in den Gemeinden Billième, Jongieux, Lucey, Saint-Jean-de-Chevelu und Yenne definiert und existiert erst seit 1989. Dies erklärt vermutlich auch, dass der Jongieux-Wein vergleichsweise unbekannt ist, obwohl 5 % des Rotweins von Savoyen von hier kommt. Ähnlich wie in der Chautagne überwiegt mittlerweile die Rebsorte Gamay.
- Im Jahr 1973 wurde der Cru Roussette de Savoie Marestel definiert. Die zugelassenen Rebflächen befinden sich in den Gemeinden Jongieux und Lucey und überschneidet sich somit teilweise mit dem obengenannten Vin de Savoie Jongieux. Namensgebend für diesen Wein ist die Familie Mareste, die bis zur Französischen Revolution von Lucey aus das Gebiet beherrschte. Die Rebflächen befinden sich oberhalb der Ortschaften in Steillagen (→ Steillagenweinbau). Der Boden liegt auf einem Kalksteinsockel des Erdzeitalters Kimmeridgium. Durch den wachsenden Erfolg des Weißweins werden mangels nutzbarer Landwirtschaftsflächen weitere Terrassen angelegt und Flächen mittels Bohrhammer gebrochen. Die produzierte Weinmenge liegt bei über 1000 hl.
- Nur wenige Kilometer weiter südlich liegt der Cru Roussette de Savoie Monthoux. Lediglich die Steillage oberhalb der Gemeinde Saint-Jean-de-Chevelu genießt diesen Status. Durch die starke geographische Einschränkung der Herkunftsbezeichnung ist die erzeugte Weinmenge mit ca. 110 hl (dies entspricht ca. 15.000 Flaschen) extrem gering, sodass der Vermarktungswert des Crus fragwürdig erscheint. Die Gesetzgebung ist umso weniger verständlich, als der Charakter der Weine von Marestel und Monthoux fast identisch ist.

### Cluse de Chambéry
Zwischen der Stadt Chambéry und dem Tal der Isère liegt zwischen den Kalksteinmassiven Chartreuse und Bauges in der Verlängerung des Lac du Bourget das breite Tal Cluse de Chambéry. Dieses Tal wurde während der Eiszeiten durch Gletscher ausgehobelt.

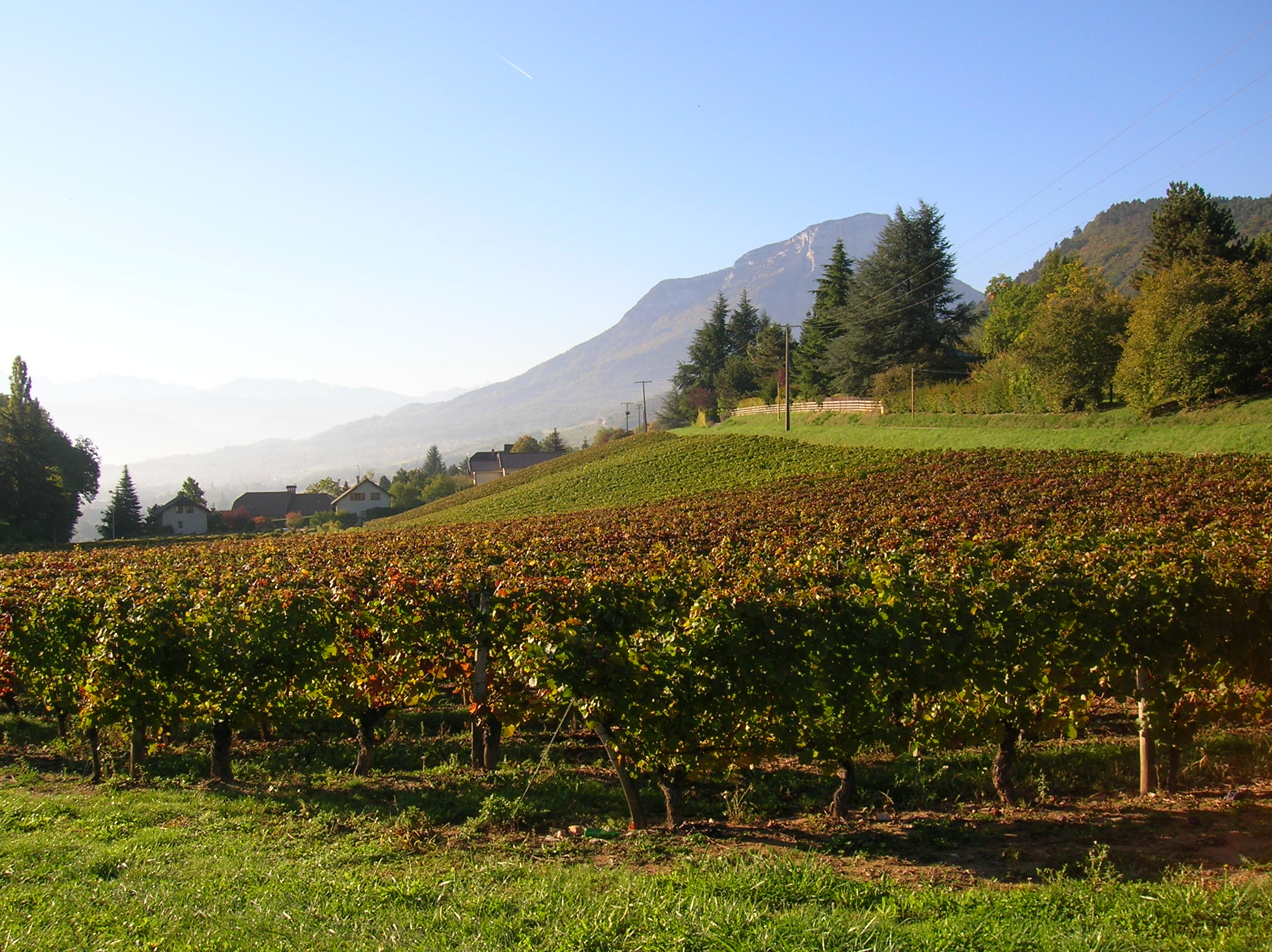
Weinflächen bei Saint-Baldolph; im Hintergrund erkennt man den Mont Granier, dessen Bergrutsch des Jahres 1248 so bestimmend für die Region war

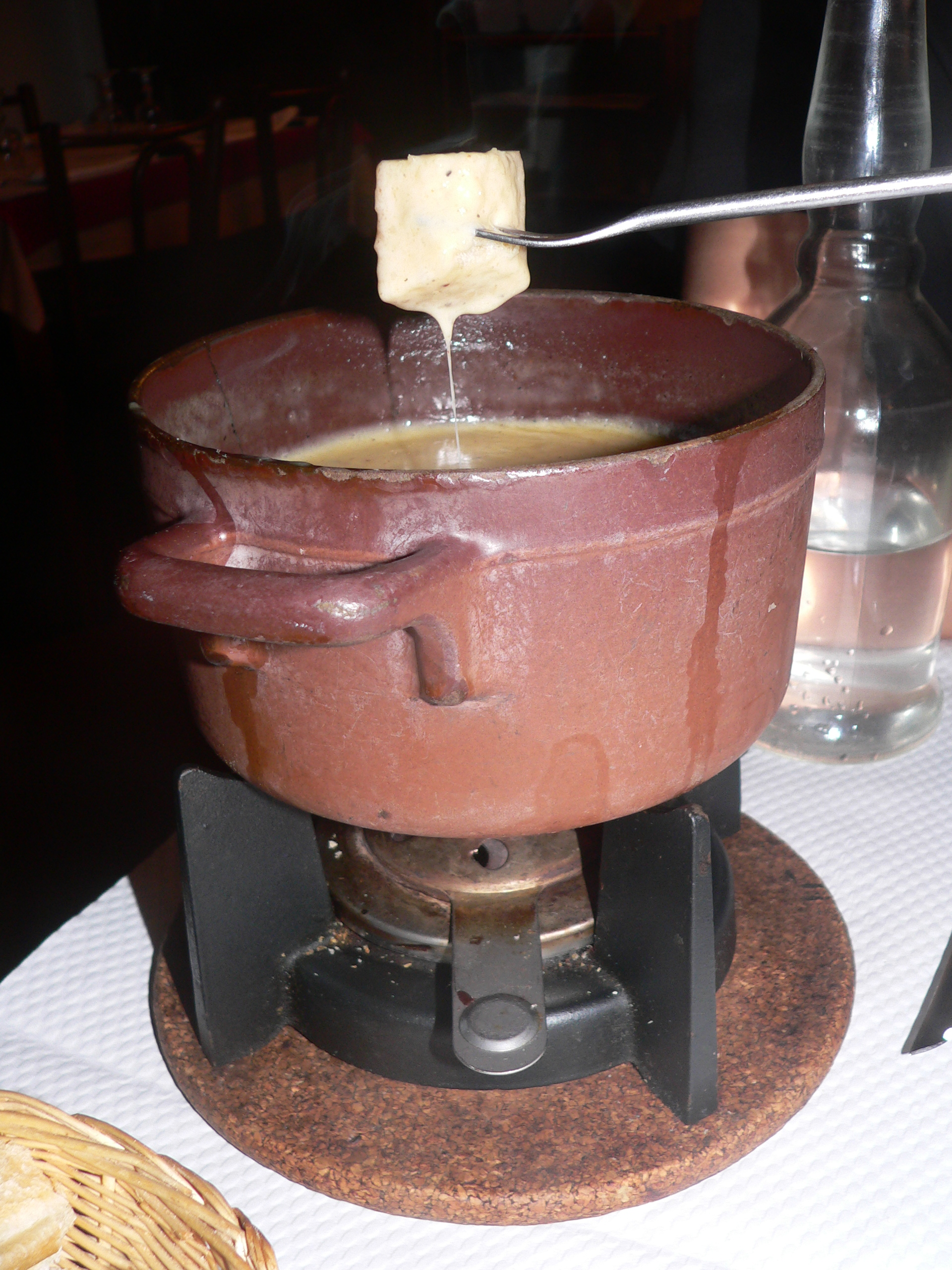
Das als Fondue savoyarde bekannte Käsefondue wird gerne mit einem Wein des Crus Apremont begleitet

Es ist die Heimat der Rebsorten Mondeuse und Jacquère und liefert mehr als 50 Prozent des Weins aus Savoyen. Während der überwiegende Teil des Bodenuntergrunds aus dem Erdzeitalter des jüngeren Oberjura stammt, liegen die Weinberge des nordöstlichen Tals auf Böden des Callovium und des Oxfordium. Auf der gegenüberliegenden Seite schmiegen sich die Flächen an das Massiv Chartreuse und die Böden dieses Teils stammen aus dem Kimmeridgium.
- Die Geschichte des Weinbaus des Crus Roussette de Savoie Monterminod ist lang. Bereits im 11. Jahrhundert gingen die bekannten Rebflächen, die heute an der Grenze der Agglomeration von Chambéry liegen, als Schenkung an das Kloster Cluny. Als Mons Ermenaldi wurde er bereits von Berold, Vater von Humbert I. (Savoyen) erwähnt und im Jahr 1042 vermachte Aymon de Pierreforte die Flächen dem Abt Odilo von Cluny. Heute gehören die Weinberge weitestgehend dem Château de Monterminod in Saint-Alban-Leysse, das insgesamt 9 Hektar Rebfläche in der Nähe des Weilers Montlevin am Berg Nivolet bewirtschaftet. Das Weingut gehört seit dem Jahr 2002 dem Weinbauunternehmen Maison Perrier et Fils. Die maximale Ausdehnung der anerkannten Flächen auf einem Boden des Berriasium liegt bei 12 Hektar aber einer Vergrößerung der Flächen steht die zunehmende Urbanisation bei Chambéry entgegen. Aufgrund der hohen Anforderungen werden jährlich kaum mehr als 2,5 – 3 Hektar diesem Wein der Rebsorte Altesse gewidmet.

- Weiter südlich, aber noch auf der Seite des Massivs Bauges (also auf der linken Seite der Autoroute A43 von Chambéry kommend) liegen die Flächen des Cru Vin de Savoie Saint-Jeoire-Prieuré. Die 21 Hektar liegen auf einem Boden aus dem Oxfordium und in dieser südlich ausgerichteten Hanglage wachsen sowohl die rote Rebsorte Mondeuse, aber auch die weißen Sorten Jacquère und Altesse. Die Resultate beider Weine (rot und weiß) sind meist zuverlässig gut.

- Noch weiter südlich werden die Rebhänge immer größer. Unter dem Namen Vin de Savoie Chignin entsteht auf dem Gebiet der Gemeinde Chignin auf einer Höhe von 300 bis 400 m ü. NN eine Fülle von Rot- und Weißweinen. Im oberen Bereich der südlich bis südwestlich ausgerichteten Hänge wächst die Rebsorte Jacquère, die allein in dieser Appellation mit Sonderstatus mit fast 110 Hektar vertreten ist. Weiter unten am Hang gedeihen in geringerem Umfang die roten Rebsorten Gamay, Spätburgunder und Mondeuse, die sowohl in Rot- als auch Roséwein eingehen. Der Anteil der roten Sorten beschränkt sich jedoch auf max. 10 Prozent der Gesamtfläche des Crus von Chignin.

- Oben an den Hängen von Chignin gedeiht nicht nur die als Massenträger verschriene Sorte Jacquère, sondern die aus dem Rhônetal bekannte Sorte Roussanne. Diese Rebsorte wird in Savoyen Bergeron genannt und erhielt unter dem Namen Vin de Savoie Chignin-Bergeron einen Sonderstatus. Die Flächen können dabei auf die angrenzenden Gemeinden Francin und Montmélian übergreifen. Die goldgelben Weine mit einer Fülle von Aromen wie zum Beispiel Zitrone, Mango und Quitten genießen einen hervorragenden Ruf. Beste Exemplare können mit den hervorragenden Weißweinen der nördlichen Rhône konkurrieren. Jährlich werden fast 3000 hl Wein unter dieser Bezeichnung abgefüllt.

- Auf der gegenüberliegenden Seite des Tals liegt mit dem Vin de Savoie Apremont der bedeutendste Cru der gesamten Weinbauregion Savoie. Nahezu 28 Prozent der Weißweine Savoyens kommen von hier. Zugelassene Rebflächen liegen zum einen in der namensgebenden Gemeinde Apremont, aber auch in Les Marches und Saint-Baldoph. Die Herkunftsbezeichnung ist ganz der Rebsorte Jacquère gewidmet. Ziel der Weinmacher ist es, den Wein möglichst frisch zu erhalten. Nach der Gärung wird der Wein möglichst lange auf der Hefe belassen, so dass er nach der Flaschenabfüllung jung getrunken noch leicht perlt. Vor Ort wird der Apremont gerne zum Fondue savoyarde gereicht. Obwohl es sich aufgrund der produzierten Menge von fast 26.000 hl um den bekanntesten Wein Savoyens handelt, stellt er sicherlich nicht die qualitative Spitze der Region dar.

- Im Umfeld von Apremont kam es im Jahr 1248 zum Bergrutsch des Mont Granier (siehe hierzu auch den Geschichtsteil). Bei diesem Erdrutsch wurden fast zwölf Quadratkilometer Land verwüstet und etliche Weiler verschüttet. Während nahezu 500 Jahren lag dieses Abymes genannte Gebiet völlig brach. Ab dem 18. Jahrhundert begannen die Bauern auf dem kargen Gelände mit dem Weinbau. Neben dem Cru Vin de Savoie Apremont ist die Herkunftsbezeichnung Vin de Savoie Abymes die zweitwichtigste in der Cluse de Chambéry. In Teilen der Gemeinden Apremont, Les Marches, Chapareillan und Myans wird wie im Falle des Apremont die Sorte Jacquère angebaut. Die Sonderstellung erfolgte lediglich aus dem Gesichtspunkt eines verschiedenartigen Terroirs.

### Combe de Savoie
Der Grésivaudan (Vallée du Grésivaudan) befindet sich vor allem im Département Isère; es ist ein Tal der französischen Alpen und umfasst einen Teil des Unterlaufs des Flusses Isère.

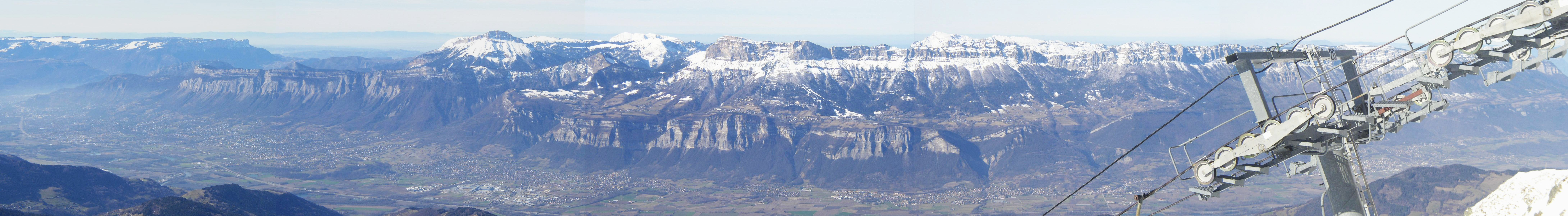
Panorama des Grésivaudan von Sept-Laux aus gesehen;. links liegt Grenoble, in der Mitte Le Touvet, rechts das Département Savoie

Üblicherweise bezeichnet man als Grésivaudan die Schwemmlandebene der Isère zwischen Grenoble und der Mündung des Arc. Das als Combe Savoie bekannte Gebiet liegt zwischen Montmélian am Kreuzungspunkt mit der Cluse de Chambéry bis ca. 6 km vor Albertville.
- Unmittelbar neben dem Weinbaugebiet Vin de Savoie Chignin, das noch in der Cluse de Chambéry liegt, schließt die Herkunftsbezeichnung Vin de Savoie Montmélian an. Auf die Gemeinden Francin und Montmélian verteilt, liegen die Rebflächen in guter südöstlicher Ausrichtung in den höhergelegenen Steillagen der Gemeinden. Die tiefergelegenen Parzellen wurden bereits Opfer der zunehmenden Bebauung des Gebiets. Wichtigste Rebsorte ist die weiße Jacquère, aber beflügelt durch den Erfolg der Sorte Roussanne im nahegelegenen Gebiet des Vin de Savoie Chignin-Bergeron (siehe Cluse de Chambéry) versucht man sich vermehrt an dieser Sorte der Rhône.
- Die Nachbargemeinde von Montmélian, Arbin beheimatet fast 30 Hektar des Crus Vin de Savoie Arbin. Trotz der geographischen Nähe ist der Weintypus gänzlich verschieden. Die schwarzen Böden des hier aufgeschlossenen Oxfordium begünstigen den Anbau der roten Sorte Mondeuse. Fast 2000 Hektoliter des lagerfähigen Weins werden jährlich erzeugt und sind ein beredtes Beispiel des Einflusses der Geologie auf den Typus des Weines. Die Insellage dieses Typus wird noch dadurch verstärkt, als nur unweit weiter nordöstlich bei Cruet wieder der Weißwein dominiert.
- In der Gemeinde Cruet sind insgesamt 70 Hektar zum Anbau des Crus Vin de Savoie Cruet zugelassen. Angebaut wird aber tatsächlich deutlich weniger, so dass im Schnitt 1500 Hektoliter Wein der weißen Rebsorten Chardonnay, Jacquère und Altesse sowie der roten Gamay und Mondeuse erzeugt werden.
- Nur unweit von Cruet liegt die Gemeinde Saint-Jean-de-la-Porte. Nur langsam fasst der Weinbau hier wieder Fuß. Zurzeit werden bei steigender Tendenz 1200 Hektoliter eines Rotweins von der Rebsorte Mondeuse erzeugt, der den Namen Vin de Savoie Saint-Jean-de-la-Porte trägt.

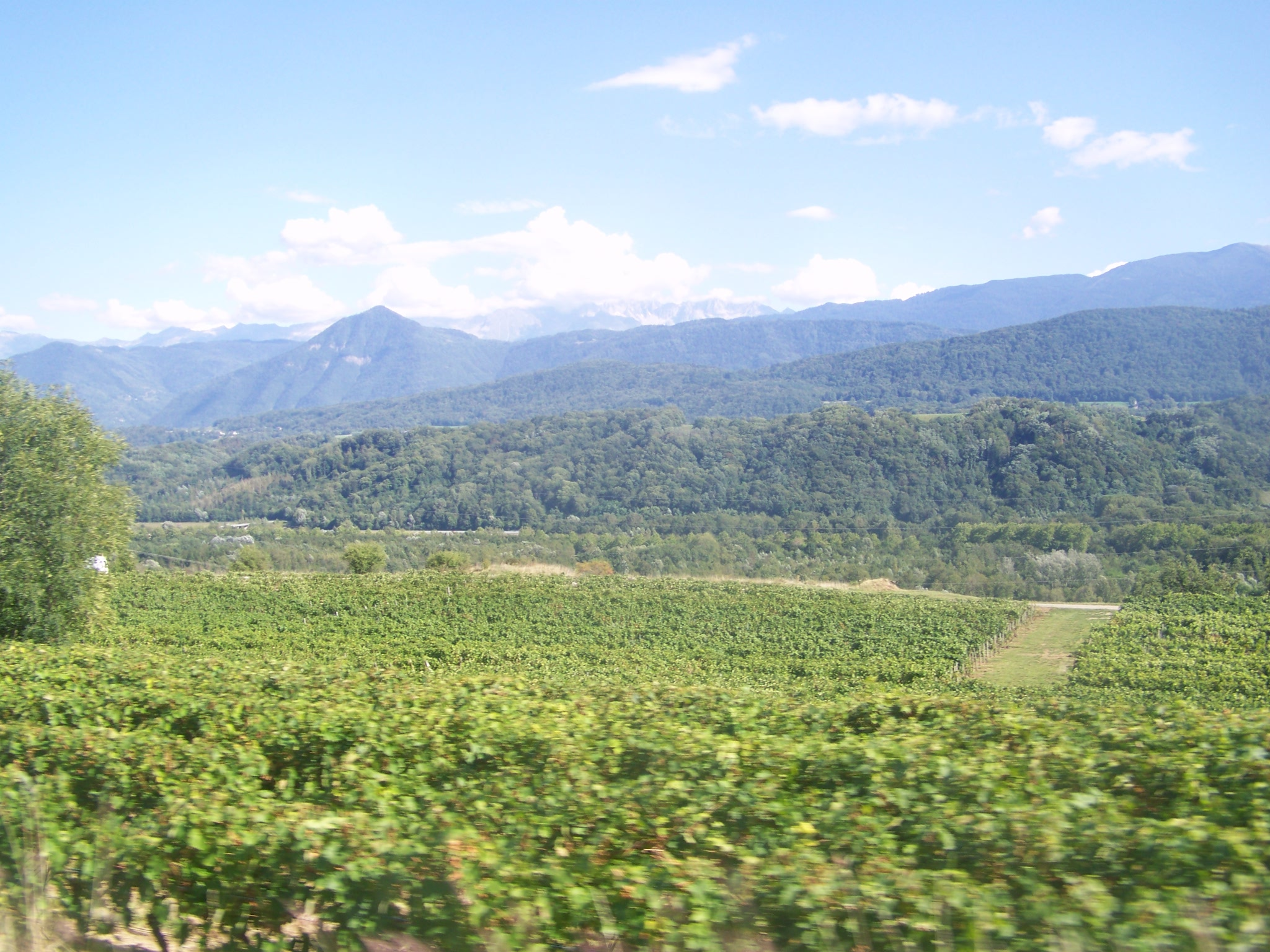
Bei Cruet dominieren die Rebsorten Chardonnay, Jacquère und Altesse
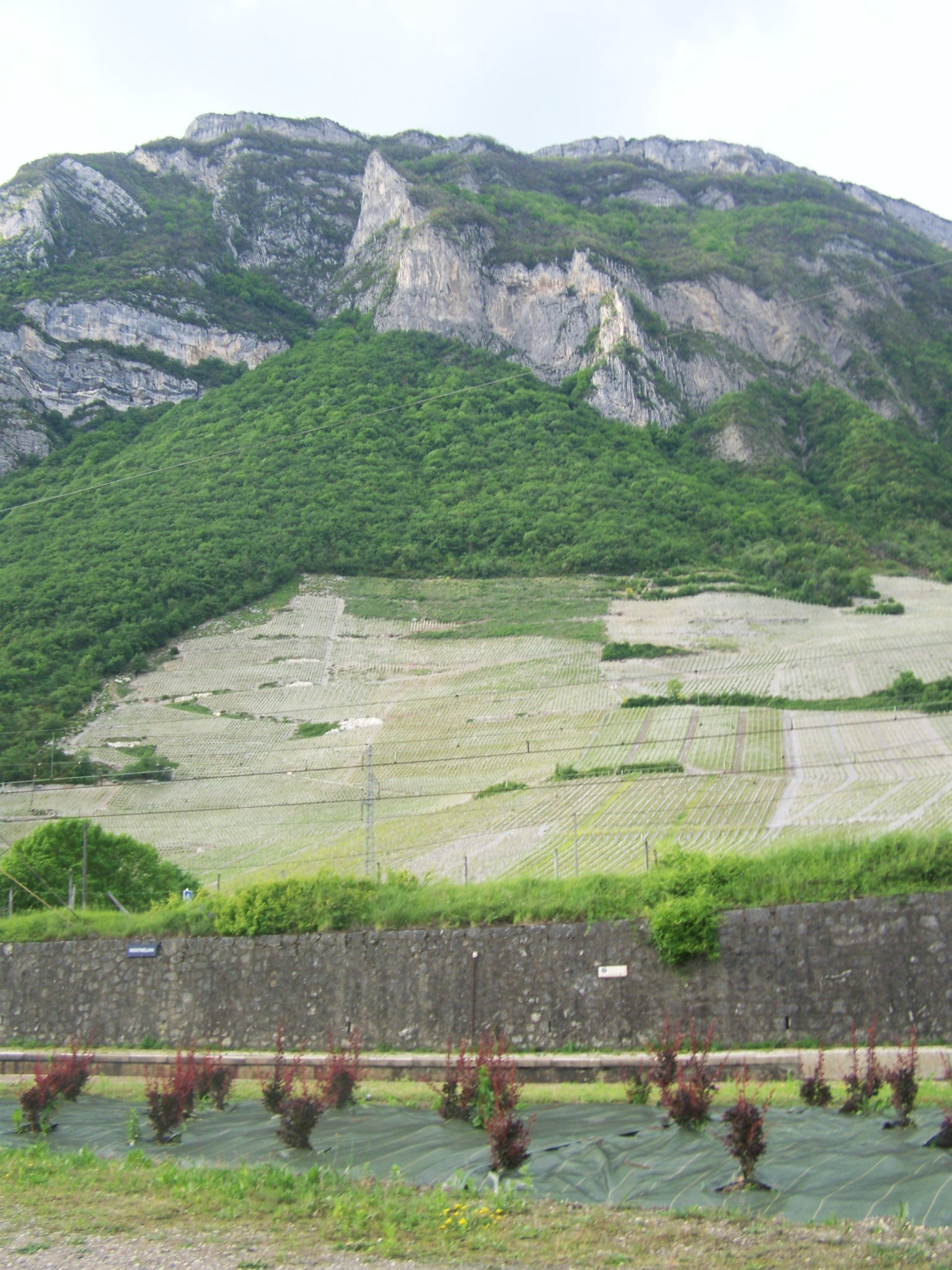
Rebflächen bei Montmélian
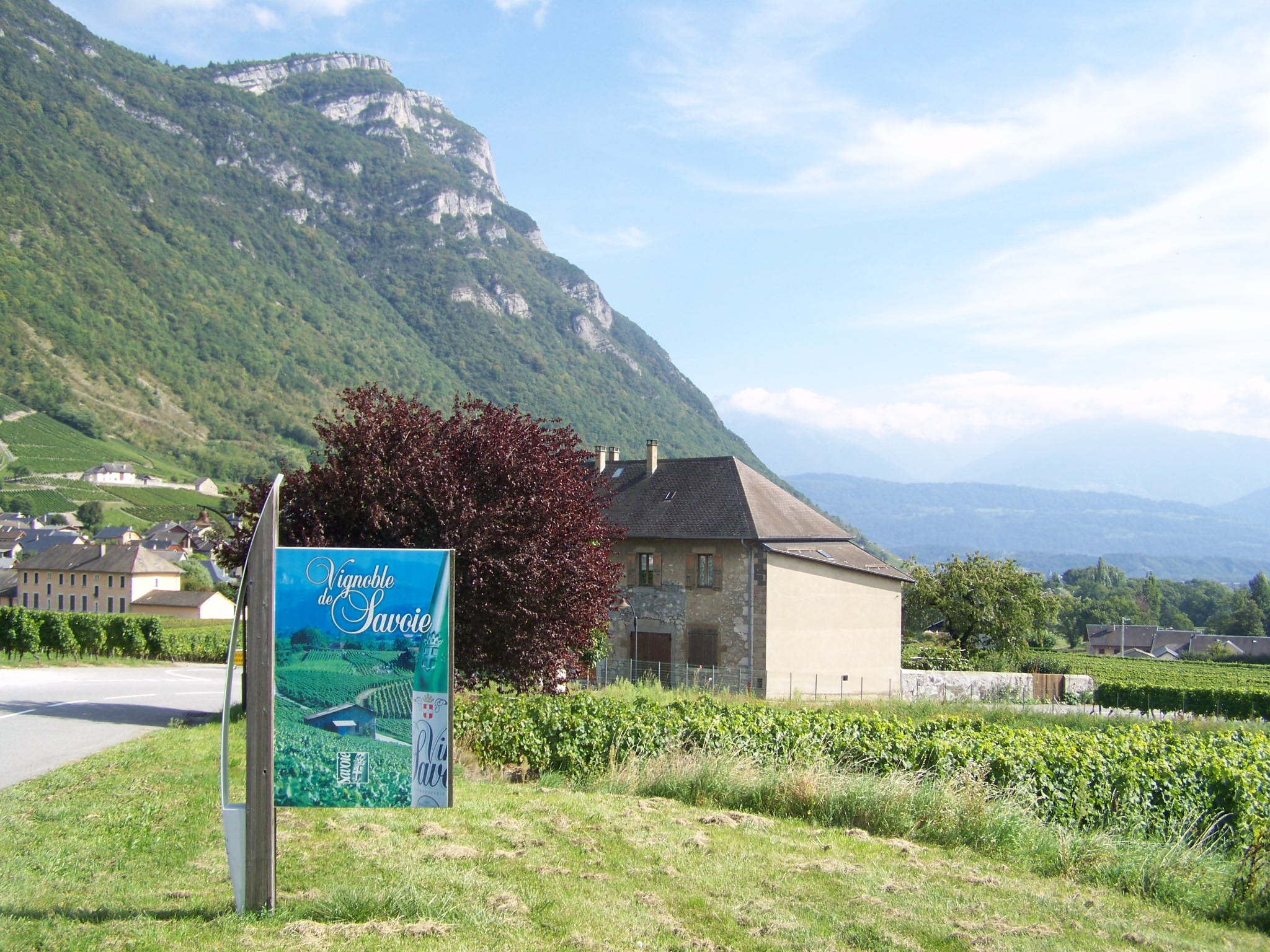
Das Weinbaugebiet Savoie bei Chignin

## Rebsorten
Im Vergleich zur Größe des Weinbaugebiets ist die Sortenvielfalt der angebauten Rebsorten hoch. Der Sortenmix ist das Resultat einer Vermischung von Einflüssen der Rhône und des Jura sowie alpenspezifischer Bedingungen: Mit nahezu 70 Prozent der Rebfläche überwiegen die weißen Sorten. Gänzlich verschwunden sind die in Frankreich verbotenen Hybridreben Noah, Othello, Clinton, Jacquez, Isabella und Herbemont.

### Weiße Rebsorten
- Bedeutendste Sorte Savoyens ist die Rebsorte Jacquère. Mit fast 1.000 Hektar bestockter Rebfläche, die sich fast ausschließlich im Département Savoie befindet, bedeckt sie nahezu die Hälfte der Gesamtfläche des Anbaugebiets. Insbesondere in den Weinbergen der Cluse de Chambéry und der Combe de Savoie stellt sie die Lebensgrundlage der Winzer dar. In tiefgründigen, fruchtbaren Böden ist ihr Ertrag ohne entsprechende rigorose Reberziehung sehr hoch. Unter diesen Bedingungen erbringt sie als Massenträger schwachduftige, trockene Weißweine. Andererseits steht die Sorte im Ruf, die unterschiedlichen Standortbedingungen (→ Terroir) einem Schwamm gleichkommend aufzusaugen und den Weinen einen jeweils eigenen Charakter zu verleihen. So ist ein Vergleich der weißen Weine der Crus Vin de Vavoie Abymes sowie Vin de Savoie Chignin lohnend. Beide Gewächse liegen innerhalb der Cluse de Chambéry kaum 2 km voneinander entfernt. Die Weine von Chignin sind leicht und aromatisch. Die auf der gegenüberliegenden Seite des Tals angebauten Reben ergeben hingegen wuchtigere aber weniger aromatische Weine.
- Wachsender Erfolg kennt die Rebsorte Altesse, die im Savoie Roussette genannt wird. Im Savoie wird die Sorte ihrer leicht roströtlichen Farbe wegen Roussette genannt (franz. Roux). Der Name Altesse (wörtlich Hoheit) beschreibt jedoch treffender ihre Qualität als Lieferant interessanter und guter Weißweine. Ihr Wein ist ähnlich dem ungarischen Furmint von einem feinen, fast exotischen Duft gekennzeichnet. Auch in der ampelographischen Beschreibung erkennt Pierre Galet eine große Ähnlichkeit zwischen den beiden Sorten. Wegen ihrer Qualität erhielt die Sorte eigene Herkunftsbezeichnungen. Die Appellation Roussette de Savoie kennt mit ihren Subregionen Marestel, Monterminod, Monthoux und Frangy die geeignetsten Lagen für diese Sorte. Aber auch in den Appellationen Roussette de Seyssel und Roussette du Bugey überzeugen die Weine. Einziger Wermutstropfen dieser Rebsorte ist ihre Anfälligkeit für Frost und Grauschimmelfäule. Diese Anfälligkeit führt zu unregelmäßigen Erträgen dieser ohnehin schon schwach tragenden und spätreifenden Sorte. Ende der 1990er Jahre betrug die bestockte Rebfläche im Département Savoie 156 Hektar, im Haute-Savoie 31 ha und im Département Ain 105 ha.
- Die Rebsorte Chardonnay kennt man seit den späten 1950er Jahren in Savoyen. Erst seit dem Ende der 1990er Jahre versucht man, den Charakter der international bekannten Sorte des Burgunds auch separat ausgebaut herauszuarbeiten. Ursprünglich sollte sie jedoch als Verschnittpartner zur Sorte Jacquère dem Wein mehr Aroma und Finesse verleihen. Dies gelang jedoch selten.[2] Seit dem Weinjahrgang 2000 geht ihre Bedeutung auch als Verschnittpartner für die Roussette Traube zurück. Im Weißwein Roussette de Savoie konnte der Anteil des Chardonnay immerhin 50 Prozent betragen. Erfolgreicher und besser gedeiht die Rebsorte im Département Ain, wo sie in den Weinen des Bugey die verbreitetste weiße Sorte ist. Ende der 1990er Jahre betrug die bestockte Rebfläche im Département Savoie 98 Hektar, im Haute-Savoie 7 ha und im Département Ain 183 ha.

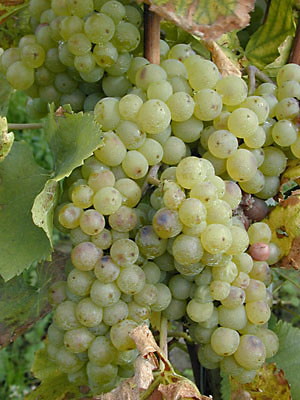
Die Rebsorte Gutedel spielt insbesondere in der Nähe des Genfersees eine große Rolle

- Der Gutedel (hier Chasselas genannt) gedeiht nachweislich seit dem 13. Jahrhundert an den Ufern des Genfersees. Die in der Schweiz als Fendant bekannte Sorte ergibt leichte Weißweine mit einem sehr zarten Aroma. Neben der Herkunftsbezeichnung Crépy, die ausschließlich dem Gutedel gewidmet ist, findet sie Eingang in den drei Crus Ripaille, Marin und Marignan, die alle als Unterregion des Vin de Savoie definiert sind.
- Roussanne erhielt ihren Namen ähnlich wie die Sorte Roussette vermutlich wegen ihrer rostroten Farbe, die die Beeren bei Vollreife zeigen. Die Weine verfügen über eine kräftige Säure und ein lang anhaltendes Aroma. Ähnlich wie bei der Sorte Roussette sind jedoch die Erträge schwach und unregelmäßig. Im Savoie wird die Sorte häufig Bergeron genannt und liefert das Grundmaterial des Crus Vin de Savoie Chignin. Die lagerfähigen Weine sind fein und aromatisch. Ende der 1990er Jahre betrug die bestockte Rebfläche im Département Savoie fast 50 Hektar.
- Die Sorte Molette erbringt neutrale Weine mit einer sehr kräftigen, nahezu stahligen Säure. Sie wird daher zur Erzeugung von Grundweinen für die Schaumweine von Seyssel eingesetzt. Das Aroma dieses Schaumweins wird dabei von der Rebsorte Roussette beigesteuert.
- Unter dem Namen Gringet gedeiht in der Nähe der Gemeinde Ayse die Rebsorte Savagnin, die ihr Hauptverbreitungsgebiet im Jura hat. Zusammen mit den Grundweinen von Altesse und Roussette d’Ayze entsteht ein Schaumwein mit dem Namen Vin de Savoie d’Ayze. Die Schaumweine verfügen über ein ausgesprochen kräftiges Säuregerüst.

Daneben findet man in sehr bescheidenem Umfang die Rebsorten Aligoté, Mondeuse Blanche, Grauburgunder (hier Pinot gris genannt), Verdesse, Gouais Blanc, Frühroter Veltliner, Bia Blanc, Bourboulenc, Clairette Blanche, Marsanne und Gros Meslier. Kleine Restbestände der Hybridreben Seyval Blanc und Rayon d’Or finden noch Eingang in minderwertigen Tafelweinen der Region.

### Rote Rebsorten
- Obwohl der Gamay erst spät den Weg vom nördlichen Rhônetal ins Savoie antrat, ist er seit den 1970er Jahren die meistverbreitete rote Rebsorte. Folgerichtig gehört er in der regionalen Herkunftsbezeichnung Vin de Savoie zu den Leitsorten der Rot- und Roséweine. Trotz seiner weiten Verbreitung gehört die Beaujolais – Sorte nicht zu den typischen Vertretern der alpinen Rebsorten und findet folgerichtig nur in der nördlich des Lac du Bourget gelegenen Gebiet der Chautagne die idealen Standortbedingungen.
- Die typischste der roten Rebsorten ist die Mondeuse. Sie war die Hauptsorte der Region, ehe die Reblaus nahezu den gesamten Weinbau zerstörte. Die nachfolgende Konzentration auf die ihr wirklich zusagenden kargen Böden führte jedoch in den letzten 15 Jahren (Stand 2008) zu einer Renaissance der Mondeuse. Sie liefert tiefrote Weine mit einem kräftigen Geschmack, die an italienische Spitzengewächse des Nordens erinnern. Obwohl es häufig zu einer Verwechslung mit der als Refosco nostrano bekannten Rebsorte Terrano aus dem Friaul kommt, sind beide Rebsorten laut Pierre Galet allenfalls miteinander verwandt, jedoch nicht identisch. Eine Verwandtschaft wäre durch die engen Beziehungen Savoyens mit Norditalien durchaus denkbar. Versuche mit dem Ausbau in kleinen Eichenfässern (siehe auch den Artikel Barrique) sind vielversprechend, da der Wein seinen kräftigen Biss und seine pfeffrige Note etwas verliert.
- Dritte Leitsorte der Region ist der Spätburgunder (Pinot noir), der ähnlich wie der Gamay erst spät in die Region kam und zum Teil erst seit den 1980er Jahren in nennenswertem Umfang angebaut wird. Insbesondere in der Cluse de Chambéry, der Talfurche bei Chambéry entstehen ansprechende Rotweine und lassen somit eine weitere Ausdehnung der Rebfläche mit Pinot noir erwarten.

Neben den drei Leitsorten werden noch die autochthonen Sorten Persan und Étraire de la Dui angebaut, die beide ähnliche Weine wie die Sorte Mondeuse erbringen können, aber kritischer im Anbau sind. Kleinere Versuchsanbauten mit den Cabernet – Sorten Cabernet Franc und Cabernet Sauvignon verlaufen noch nicht zufriedenstellend. Die noch Ende der 1960er Jahre sehr populäre Sorte Douce Noire Grise ist wegen ihrer schwachen Erträge nahezu vollständig verschwunden. Ein Schattendasein führen die Sorten Poulsard, Merlot, Durif, Aramon, Servanin, Hibou Noir sowie die Färbertrauben Gamay de Bouze, Gamay de Chaudenay und Gamay Fréaux.
Die Hybridreben Plantet, Chambourcin, Landal Noir, Grand Noir de la Calmette, Alicante Bouschet, Maréchal Foch, Florental, Chancellor, Baco Noir, Roi des Noirs, Rosette, Seinoir, Oberlin Noir und Villard Noir dienen nur noch in klimatisch ungünstigen Lagen dem Hausgebrauch oder gehen in minderwertige Tafelweine (Vin de table).

## Klima
Ein Großteil der Region ist zu gebirgig, um dort Weinbau zu betreiben. Nach Mortillet sinkt die Jahresdurchschnittstemperatur in der Region je 116 Höhenmeter um 1 °C. Oberhalb von 600 m liegt die Temperaturdifferenz bei 1 °C je 247 m Höhendifferenz.
| Durchschnittstemp.          | Jan.    | Feb.    | Mrz.   | Apr.    | Mai     | Jun.    | Jul.    | Aug.    | Sep.    | Okt.    | Nov.   | Dez.    | Jahr    |
| --------------------------- | ------- | ------- | ------ | ------- | ------- | ------- | ------- | ------- | ------- | ------- | ------ | ------- | ------- |
| Albertville (340 m)         | 0,7 °C  | 2,6 °C  | 6,9 °C | 10,6 °C | 14,6 °C | 18,2 °C | 20,1 °C | 19,4 °C | 16,2 °C | 11,1 °C | 5,8 °C | 2,2 °C  | 10,7 °C |
| Annecy (448 m)              | -0,6 °C | 1,2 °C  | 5,3 °C | 9,0 °C  | 13,2 °C | 14,6 °C | 19,0 °C | 18,0 °C | 15,1 °C | 9,7 °C  | 4,9 °C | 0,9 °C  | 9,4 °C  |
| Bourg-Saint-Maurice (841 m) | -1,1 °C | -0,1 °C | 3,0 °C | 7,2 °C  | 11,0 °C | 15,2 °C | 18,0 °C | 17,0 °C | 14,3 °C | 9,0 °C  | 4,0 °C | -0,3 °C | 8,1 °C  |

Selbst in Tallagen sind Tage mit Frost häufig und selbst in der Nähe der Stadt Chambéry kommt man auf fast 100 Tage im Jahr, in der das Thermometer zeitweise unter die 0-°C-Marke sinkt. An diesen Umstand sind die lokalen Rebsorten bestens angepasst.
In besonders geschützten Lagen in der Nähe großer Gewässer ist der Einfluss mediterranen Klimas jedoch bereits spürbar. Am Ufer des Lac du Bourget sowie in der Chautagne im Norden des Sees gedeihen Mandel-, Aprikosen- und Olivenbäume. Je höher die Rebfläche liegt, umso wichtiger ist eine südliche Ausrichtung in Steillage. Auf diese Weise kann die Sonneneinstrahlung optimal genutzt werden und Kaltluft kann in tiefer gelegene Flächen abfließen.
Im Mittel scheint die Sonne nahezu 1870 Stunden im Jahr. Aufgrund frühzeitiger Schattenbildung zu den Morgen- und Abendstunden kann dieser Wert für den Weinbau auf fast 2000 Stunden/Jahr korrigiert werden. In Frankreich reiht sich das Gebiet in das Mittelfeld ein, da dort die Sonnenscheindauer je nach Lage zwischen 1600 und 2800 Stunden liegt.
Gemäß der Klimaklassifikation nach Albert Julius Winkler und Maynard A. Amerine kommt der Ort Chindrieux im 30-jährigen Mittel auf eine Wärmesumme von 1373,3 °C. Zur Ermittlung dieser Summe werden die Tagesmitteltemperaturen aller Tage zwischen Anfang April und Ende September addiert, sofern der Mittelwert des Tages größer oder gleich 10 °C ist. Nach Resultaten der Amerikaner Winkler & Amerine ist Weinbau nur dann gewerblich möglich, wenn die Wärmesumme mindestens 1000 °C beträgt und die Jahresmitteltemperatur bei 10 °C liegt.
Mit dem Wert von 1373,3 °C sind die Bedingungen in Chindrieux am nördlichen Ufer des Lac du Bourget deutlich günstiger als die in Epernay in der Champagne (1170°) oder in Colmar im Weinbaugebiet Elsass (1113,3°). In der deutschen Stadt Geisenheim am 50. Breitengrad beträgt der Wert im langjährigen Mittel ca. 1040 °C.
Die Region gehört zu den niederschlagsreichsten in Frankreich. Die jährliche Niederschlagsmenge nimmt von Süden nach Norden zu, sodass die Gebiete im nördlich gelegenen Département Haute-Savoie nach dem Département Jura die größten Niederschlagsmengen erhalten. Während die Menge in den dem Weinbau vorbehaltenen Gegenden bei ca. 1000 bis 1200 mm/Jahr liegt, steigt sie im Hochgebirge auf über 2000 mm/Jahr, sofern die Stelle im Luv der Bergketten liegt.
| Niederschlagsmenge          | Jan.  | Feb.  | Mrz.   | Apr.   | Mai    | Jun.   | Jul.   | Aug.   | Sep.   | Okt.   | Nov.   | Dez.   | Jahr    |
| --------------------------- | ----- | ----- | ------ | ------ | ------ | ------ | ------ | ------ | ------ | ------ | ------ | ------ | ------- |
| Albertville (340 m)         | 84 mm | 83 mm | 102 mm | 92 mm  | 82 mm  | 90 mm  | 90 mm  | 103 mm | 95 mm  | 117 mm | 105 mm | 118 mm | 1161 mm |
| Annecy (448 m)              | 67 mm | 72 mm | 111 mm | 111 mm | 122 mm | 114 mm | 103 mm | 124 mm | 113 mm | 141 mm | 119 mm | 116 mm | 1313 mm |
| Bourg-Saint-Maurice (841 m) | 58 mm | 61 mm | 86 mm  | 94 mm  | 81 mm  | 84 mm  | 84 mm  | 93 mm  | 72 mm  | 107 mm | 74 mm  | 89 mm  | 983 mm  |

Die Feuchtigkeit wird meist mit den vorherrschenden Winden aus südwestlicher Richtung in die Gegend gebracht. Dieser Wind heißt im Savoie Traverse. Um sich vor dem ebenfalls häufig wehenden kalten Nordwind, dem Bise zu schützen, liegen die meisten der Rebflächen an südlich ausgerichteten Hängen. Im Frühjahr kann der Wind Bise für den Weinbau verheerende Fröste bringen.
Im Herbst bringen feuchtwarme Südwinde häufig Gewitter.

## Geologie

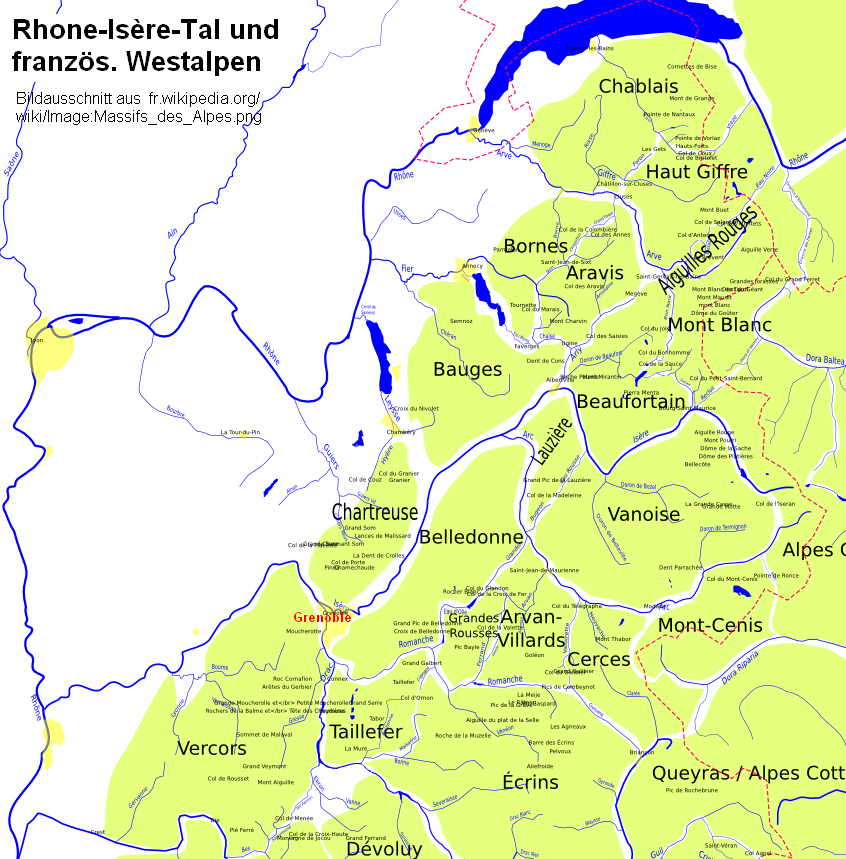
Eine Übersicht der französischen Westalpen; die Weinbauflächen formieren sich um die Voralpengebirge von Chablais, Bauges und Chartreuse, die Teil der französischen Kalkalpen sind

Der Grésivaudan markiert die Grenze zwischen den französischen Voralpen, die überwiegend aus Kalkmassiven bestehen (Bauges, Chartreuse und Vercors), und den tatsächlichen Alpen, die vorwiegend aus Granit und metamorphen Gesteinen bestehen (Vanoise-Massiv, Belledonne). Er ist Teil der alpinen Furche („Sillon alpin“), einer Gruppe von Tälern und Senken in Südsüdwest – Nordnordost-Ausrichtung, und umfasst den Unterlauf der Drac, den oberen Grésivaudan, das Tal des Arly und den Oberlauf der Arve sowie teilweise das Tal von Chamonix. Geologisch kann man auch den Oberlauf der Rhone in der Schweiz (Kanton Wallis) hinzuzählen. Der Sillon alpin erstreckt sich somit über die Départements Isère, Savoie und Haute-Savoie.
In strukturgeologischer Hinsicht bilden die Voralpengebirge von Chablais, Bauges und Chartreuse jeweils ein Faltengebirge am Rand der Westalpen. Sie bestehen aus einer mächtigen Schicht mesozoischer Sedimente, die im Ozean der Tethys abgelagert wurden. Die Schichtfolge erstreckt sich von der unteren Jurazeit (Lias, vor ungefähr 200 Millionen Jahren) bis zur Oberkreide (vor rund 65 Millionen Jahren). In dieser langen Zeitperiode wurden zahlreiche tonige, mergelige Schichten sowie Kalksteinschichten sedimentiert. Während letztere eher auf Bedingungen in einem warmen Flachmeer hindeuten, stammen die mergeligen Schichten vor allem aus Perioden mit kühlerem Wasser und zumindest teilweise tiefmarinen Bedingungen (Sedimente wurden im Tiefmeer abgelagert). Die Mächtigkeit der Sedimentschichten zeigt erhebliche regionale Variationen innerhalb der einzelnen Massive. So nimmt beispielsweise die Mächtigkeit der Schichten aus der Unterkreide in einem Profil von West nach Ost deutlich zu.
Über die Sedimente des Mesozoikums legten sich im frühen Tertiär weitere Sande, Mergel und Kalke. Im Verlauf des Tertiärs wurden diese Sedimentschichten im Zuge der Alpenfaltung über den Meeresspiegel gehoben und zu einem Faltengebirge zusammengeschoben. Ab diesem Zeitpunkt setzte auch die Erosion (durch Wasser, Wind und Eis) ein und verfrachtete den Abtragungsschutt in das Alpenvorland. Die alttertiären Sedimente wurden deshalb weitgehend erodiert. Am westlichen Rand der Massive hatte sich im Miozän ein Meeresbecken geöffnet, das mit der Zeit durch das Erosionsmaterial aus dem sich erhebenden Gebirge aufgefüllt wurde.
Die verschiedenen Hebungs- und Senkungsvorgänge führten zur Bildung von zahlreichen Verwerfungen, Störungslinien und Aufschiebungen. Während der Eiszeiten trugen die Gletscher in bedeutendem Masse zur Modellierung des Reliefs und zur Aushobelung der breiten Talfurchen bei, welche die einzelnen Massive Chablais, Bauges und Chartreuse begrenzen.

## Wirtschaftliche Bedeutung des Weinbaus im Département Savoie
Im Jahr 2006 betrug Umsatz der Weinbauern anteilig zum gesamten landwirtschaftlich erzeugten Mehrwert 19 Prozent. Insgesamt 800 Weinbauern sind registriert, von denen 50 % Nebenerwerbswinzer sind. Die Rebfläche stieg innerhalb der letzten zehn Jahre um 30 % (Stand 2006), und von den 135.000 Hektoliter Wein (dies entspricht ca. 18 Millionen Flaschen) verbleibt die Hälfte im Département zum lokalen Verbrauch. Der Rest wird hauptsächlich im restlichen Frankreich konsumiert oder aber von den zahlreichen Touristen der Region gekauft.
Seit einigen Jahren wird mit Sorge festgestellt, dass die Lagerbestände bei den Winzern zunehmen. Dies wird, wie in anderen Weinbauregionen Frankreichs, als Zeichen der weltweiten Krise im Weinbau gewertet.

## Geschichte
Die Präsenz der Wilden Weinrebe Vitis vinifera sylvestris lässt sich im nahen französischen Mittelmeerraum bis in die Zeit des Paläolithikums zurückverfolgen. Mit einer allmählichen Erderwärmung nach der letzten Eiszeit erweiterte sich das Verbreitungsgebiet der Wildrebe über das Rhônetal nach Norden. Im Alpenvorland des französischen Départementes Savoyen lässt sich die Präsenz der Rebe bis in das 6. Jahrhundert v. Chr. zurückverfolgen, und in archäologischen Fundstellen am Lac d’Annecy konnten Kerne von Edelreben auf die Eisenzeit zurückdatiert werden.

### Die römische Besatzung
Während allgemein akzeptiert ist, dass die Kunst des Weinbaus in perfektionierter Form erst durch die Griechen nach Südfrankreich gebracht wurde, bestätigten Genanalysen, dass sich die französischen Rebsorten deutlich von den griechischen und italienischen unterscheiden. Es gilt somit als gesichert, dass der vom keltischen Volk der Allobroger erzeugte Wein mittels autochthoner Sorten gekeltert wurde. Die römischen Geschichtsschreiber Plinius der Ältere und Columella berichten vom keltischen Weinbau und erwähnen die Rebsorte Vitis Allobrogica, deren Identität bis heute nicht geklärt ist. Insbesondere Columella erwähnte, dass die Römer bei ihrem Eintreffen in der Region zwischen Rhône und Alpen um das Jahr 120 v. Chr. Reben vorfanden. Es darf davon ausgegangen werden, dass sie für eine Expansion der Rebflächen einstanden und darüber hinaus den Export des Weins nach Italien ermöglichten. Die Allobroger nutzten den Wein vorrangig als Handelsgut, das sie in die höher gelegenen Gebiete Savoyens exportierten.
Im archäologischen Museum von Aix-les-Bains wird ein Stein des 11. Jahrhunderts ausgestellt, dessen Inschrift den lokalen Weinbau belegt.

### Der wachsende Einfluss der Klöster

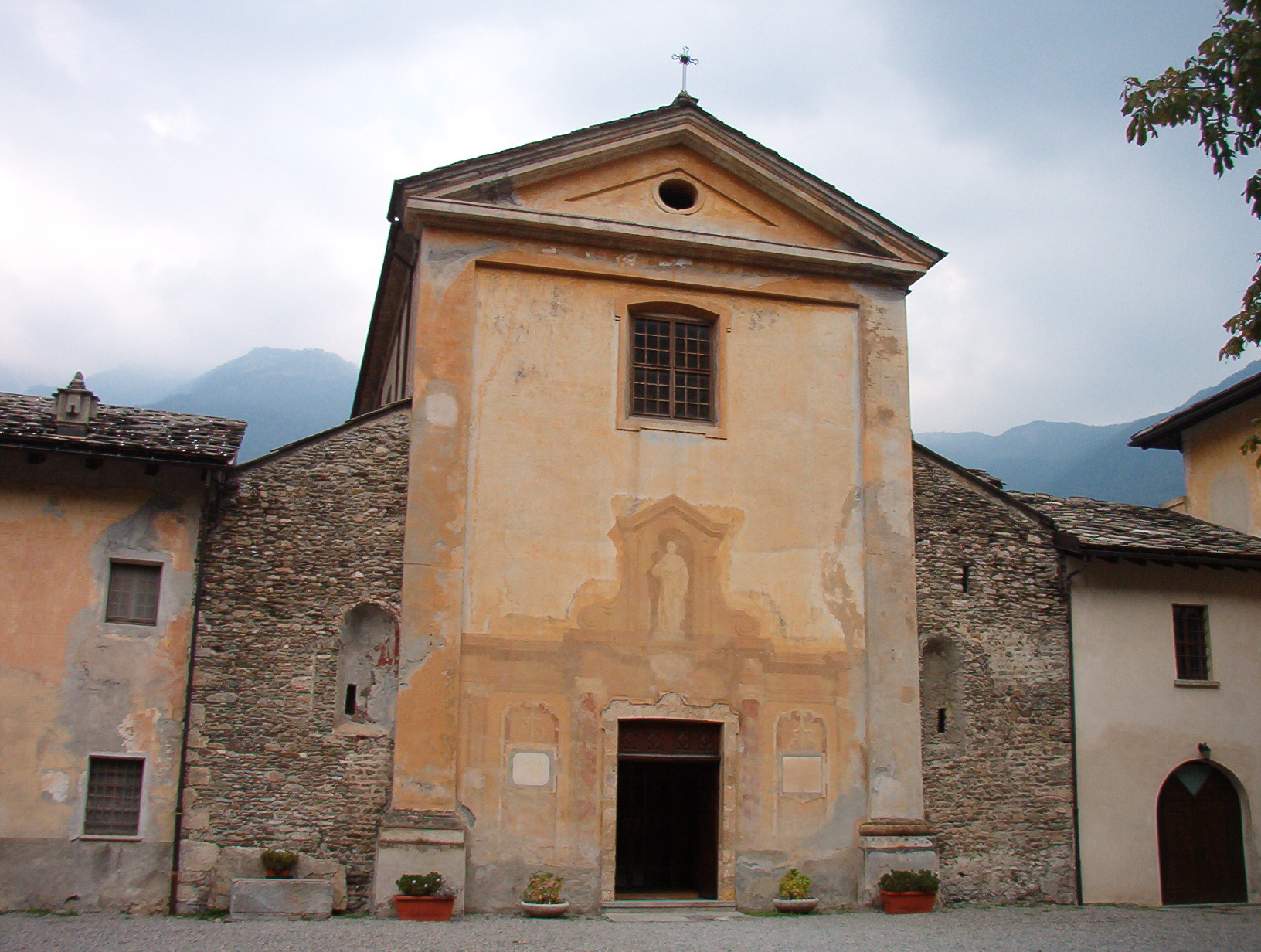
Die Abtei von Novalese

Das im Jahr 739 von Abbo von der Provence erstellte Testament zugunsten des Klosters von Novalese stellt eine wichtige Quelle für die Geschichte der Provence im frühen 8. Jahrhundert dar und bezeugt den Weinbau in Savoyen erstmals schriftlich. Bis zum 11. Jahrhundert gewinnt der Anteil der von Klöstern bewirtschafteten Rebflächen durch eine Reihe von Schenkungen ständig zu.
Die Anbauflächen breiten sich dabei während der Mittelalterlichen Warmzeit bis in Höhenlagen von bis zu 1000 m und mehr aus. Neben der Befriedigung des lokalen Bedarfs konnten die Weine in die nahegelegene Schweiz und nach Avignon exportiert werden. Größter Abnehmer jener Zeit war jedoch das Bistum Grenoble.
Neben einer Fülle schlecht gemachter Weine schälten sich im Laufe der Jahrhunderte einige privilegierte Lagen wie das Südufer des Genfersees, die Region um Seyssel, die Chautagne nördlich des Lac du Bourget, die Lagen westlich des Montagne du Chat, die Cluse de Chambéry sowie die Combe de Savoie heraus. Diese Lagen erlebten im 13. Jahrhundert eine erste Blütezeit, da der Konsum durch das wachsende Interesse einer erstarkenden Bürgerschicht sowie der Adelshäuser anstieg.

### Die Katastrophe des Mont Granier
In der Nacht vom 24. zum 25. November 1248 kam es nach heftigen Regenfällen am 1933 m hohen Mont Granier zu einem Bergrutsch.

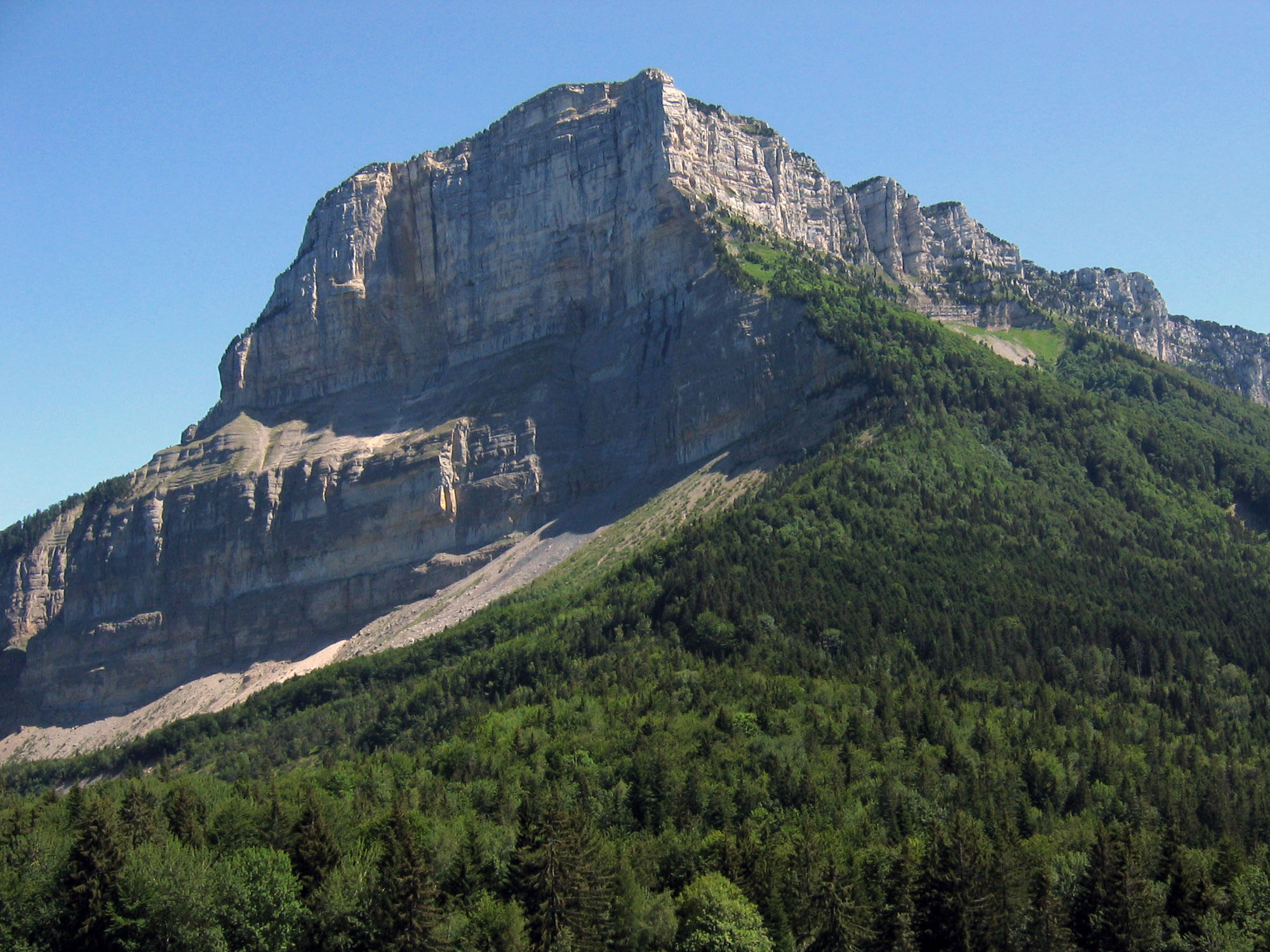
Der Mont Granier; noch heute ist anhand der Steilwand die Stelle zu erkennen, an der der Mont Granier auseinanderbrach

Der Mont Granier befindet sich am südlichen Ende der Cluse de Chambéry unweit des Schnittpunktes der Bergtäler Vallée du Grésivaudan und Combe de Savoie. Die gelösten Gesteinsmassen wurden erst in einer Distanz von 7,5 km an den Moränenhügeln der Dörfer Les Marches und Myans gestoppt. Die Pfarrgemeinde Cognin, Vourey, Saint André (Sitz eines Dekanats), Granier und Saint-Péran, die aus insgesamt 16 Weilern zusammengesetzt waren, wurden unter den Bergtrümmern begraben. Die Gesteinsmassen verbreiteten sich auf einem Gebiet von fast 25 km² bei einer maximalen Breite von 6,5 km und einer Höhe zwischen 10 und 100 m, was einem geschätzten Volumen von mindestens 250 Millionen Kubikmeter, wahrscheinlicher jedoch nahezu 500 Millionen Kubikmeter gleichkommt. Die genaue Opferzahl ist nicht bekannt, aber man geht heutzutage von 1000 bis 2000 Opfern aus. Berichte von bis zu 5.000 Toten scheinen unrealistisch, da zu dieser Zeit die Stadt Chambéry kaum mehr als 3.000 Einwohner hatte und die mit Abstand größte Gemeinde der Region war.
Das Geröllfeld wurde in der Folge von den Bewohnern des Umfelds Abymes genannt, das einem altfranzösischen Ausdruck für Rachen, Schlund oder auch Abgrund entspricht (siehe auch den Ausdruck Mise en abyme). Erst einige Jahrhunderte später wurde das Geröllfeld für den Weinbau nutzbar gemacht. Die Weine der Herkunftsbezeichnung Vin de Savoie Abymes werden aus Reben, die auf diesem Untergrund wachsen, gekeltert.

### Savoyen unter den Herzögen von Savoyen
Im Jahr 1556 sah sich Emanuel Philibert gezwungen, die Überproduktion an Wein einzudämmen. In einer ersten Phase legte er fest, dass die bestockte Rebfläche einer Region nicht 30 % der gesamten landwirtschaftlich nutzbaren übersteigen durfte. Drei Jahre später erließ er erste Bestimmungen zur Regelung der Ernten, und ab 1567 erhob der Herzog eine Steuer auf den Wein.
Zwischen dem 16. Jahrhundert und dem Ende des 19. Jahrhunderts blühte der Weinbau. Durch die sowohl geographisch als auch politisch gesehen isolierte Lage Savoyens konnten die Weine praktisch konkurrenzlos auf dem lokalen Markt abgesetzt werden. Lange wurde noch die klassische Baumerziehung der Reben verwendet. Die Rebe ist eine Rankpflanze, die Wildreben wachsen an Bäumen und breiten ihre Blätter über den Baumkronen aus. Diese natürliche Wuchsart machten sich die Winzer zu eigen. Dabei ließen sie jedoch die Reben nicht über die Baumkrone hinauswachsen, weil die Trauben in dieser Höhe nur noch schwer geerntet werden konnten, sondern spannten die wachsenden Triebe in Überkopfhöhe von Baum zu Baum, sodass diese Girlanden bildeten. Erst ab dem 18. Jahrhundert wurden neue Systeme der Reberziehung eingeführt, die durch eine entsprechende Ertragskorrektur positiven Einfluss auf die Qualität der Weine hatte. Außerdem wurde die Praxis des gemischten Satzes aufgegeben und die Weinberge wurden nach Rebsorten geordnet in Zeilen angepflanzt.

### Savoyen als 84. Département Frankreichs
Am 22. September 1792 rückten französische Revolutionstruppen ohne Kriegserklärung in das Gebiet ein. Nur sieben Tage später wurde die Region als 84. Département Frankreichs definiert. Zwischen 1792 und 1815 war Savoyen Teil Frankreichs und bildete zunächst das Département Mont-Blanc. Einer allgemeinen Bewegung der Französischen Revolution folgend wurden die Besitztümer von Kirche und Adel enteignet. Die größeren Weingüter gingen zuerst in den Besitz des lokalen Bürgertums über. In dieser kurzen Zeit konnten jedoch Kontakte zu anerkannten Fachleuten des Weinbaus in Frankreich gelegt werden. Daher konnten die von Jean-Antoine Chaptal angeregten Verbesserungen in puncto Hygiene im Weinkeller schnell aufgenommen werden.
Anlässlich des Zweiten Pariser Friedens wurde am 20. November 1815 von König Friedrich Wilhelm III. von Preußen, Kaiser Franz I. von Österreich und Zar Alexander I. von Russland unterzeichnet. Frankreich erhielt hierbei die Grenzen von 1790.
Nach dem Fall Napoleons 1814 erhielt Viktor Emanuel das Piemont und Savoyen zurück, nach dem Wiener Kongress 1815 erhielt er außerdem die frühere Republik Genua. Nach dem Tod seines Bruders wurde er 1819 Herzog von Savoyen. Viktor Emanuel war ein reaktionärer und beim Volk unbeliebter Herrscher. Nach einem Aufstand der Carbonari dankte er am 13. März 1821 als König von Sardinien zugunsten seines Bruders Karl Felix ab (blieb aber bis zu seinem Tode Herzog von Savoyen). Weil dieser nicht anwesend war, ernannte er zunächst seinen liberalen Neffen Karl Albert zum Regenten, der umgehend Maßnahmen zur Liberalisierung der Verhältnisse einleitete und eine neue Verfassung erließ. Wenige Tage später jedoch traf Karl Felix mit einem österreichischen Heer ein. Er machte die Maßnahmen von Karl Albert rückgängig und schickte ihn nach Spanien. Gleichwohl sollte Karl Albert 1831 sein Nachfolger werden. Ab 1831 wurden die großen Weingüter, die zunächst vom Bürgertum verwaltet wurden, definitiv zerschlagen und die Rebflächen wurden den Bauern der Region überschrieben.
In der ersten Hälfte des 19. Jahrhunderts spielte Sardinien-Piemont dann – mit französischer Unterstützung – die maßgebliche Rolle im italienischen Einigungsprozess. Als Dank für die Hilfe im Krieg gegen Österreich und bei der Einigung Italiens, dem Risorgimento, das die Könige von Sardinien-Piemont zu Königen von Italien werden ließ, trat Sardinien-Piemont am 24. März 1860 sein Stammland Savoyen und die Grafschaft Nizza an das französische Kaiserreich ab.

### Die Zeit der Krisen
Am 20. Oktober 1856 wurde die Bahnlinie von Aix-les-Bains nach Saint-Jean-de-Maurienne eingeweiht. Der damit einsetzende vereinfachte Handel vereinfachte erheblich die Einfuhr von Weinen aus Südfrankreich und führte zu einem neuen Konsumverhalten der lokalen Bevölkerung. Zwischen 1876 und 1893 wurde das Anbaugebiet schließlich vom Echten Mehltau, von der Reblaus, vom Falschen Mehltau und schließlich von der Schwarzfäule der Rebe (auch black-rot genannt) heimgesucht.
Ab 1892 liefen die Erneuerungsmaßnahmen in den Weinbergen an. Zum einen wurden verstärkt Hybridreben (z. B. Sorten der Familie der Seibel-Reben) eingesetzt, denen durch Kreuzung europäischer Edelreben mit reblausresistenten amerikanischen Wildreben eine entsprechende Resistenz eingekreuzt wurde. Neben der Resistenz hatten einige dieser Sorten den Vorteil der frühen Reife bei gleichzeitig hoher Frostresistenz, sodass sie insbesondere in den Höhenlagen Savoyens eingesetzt wurden. Als Alternative zum Kampf gegen die Reblaus wurden europäische Edelreben auf eine resistente Unterlagsrebe gepfropft. Letztgenannte Technik setzte sich im europäischen Weinbau schlechthin durch und stellt den Anteil der Weinreben dar, die für den Qualitätsweinbau geeignet sind.
Im Rahmen der Neuanlage der Weinberge wurde auch konsequent die qualitätsorientierte Drahtrahmenerziehung der Reben angewandt und die althergebrachte Baumerziehung abgeschafft. Die ab 1831 durchgeführte Reform in der Landwirtschaft durch Verteilen der Flächen auf die Landbevölkerung wurde durch die Krisensituation erheblich beschleunigt.

### Das 20. Jahrhundert
Die Krise im Weinbau sollte bis 1905 andauern. Danach waren die meisten Flächen wieder angelegt und standen in Ertrag.
Den Ertragsausfällen im Zuge der Reblauskrise und dem Mangel an kraftvollen Weinen, da aus jungen Rebanlagen, begegnete der Weinhandel teilweise mit zweifelhaften Methoden. Nach den schwierigen Jahren des Ersten Weltkriegs erwies sich das Jahr 1922 als fatal. Panschereien hatten einen starken Preisverfall zur Folge und das Vertrauen der Konsumenten war nicht mehr gegeben. Es kam neben einem Preisverfall zu einem Kollaps des Weinhandels. Einige Winter mit schweren Frösten sowie die Weltwirtschaftskrise im Jahr 1929 sorgten für weitere Rückschläge. Die Rebfläche Savoyens reduzierte sich in dieser Zeit um fast 50 Prozent.
Um den beschädigten Ruf wiederherzustellen, wurde bereits 1911 in Paris ein erstes Gesetz verabschiedet, das die Herkunftsgebiete eingrenzte und der gängigen Panscherei ein Ende setzen sollte. Dieses Gesetz wurde 1936 mit der Einführung der Appellation d’Origine Contrôlée bestätigt. Die Winzer um Seyssel an der Rhône beantragten im Jahr 1937 als erste innerhalb der Region Savoyens den Status einer AOC. Den Status erhielten sie schließlich im Jahr 1942 nach umfangreichen Vorarbeiten. Im Jahr 1948 folgte die Definition des Weinbaugebiets Crépy. Sechs Jahre später wurde die Herkunftsbezeichnung Vin de Savoie eingeführt. Die zunächst als VDQS eingestufte Herkunftsbezeichnung stieg im Jahr 1973 in den Rang einer AOC auf.

### Die Situation heute
Die durch die Definition der Herkunftsbezeichnung einhergehende Reorganisation der Weinberge zeigt sich deutlich in der aktuellen Altersstruktur der Rebflächen. Nur 26 % der Fläche sind mit Rebstöcken bepflanzt, die jünger als 10 Jahre alt sind. Fast die Hälfte der Stöcke ist älter als 20 Jahre, 40 % sind immerhin älter als 30 Jahre.
Einer internationalen Tendenz entsprechend nimmt der Anteil der Nebenerwerbswinzer mit Flächen kleiner als ein Hektar ab. Während die Produktionsmenge seit 1980 langsam zunimmt, nimmt die Zahl der Winzer jährlich um vier bis fünf Prozent ab. Die von den Nebenerwerbswinzern aufgelassenen Flächen werden meist von größeren Weinbaubetrieben übernommen. Folgerichtig steigt der Anteil von Betrieben mit Flächen von mehr als fünf Hektar ständig an.